# Tao Šeng
Tao Šeng (Tao Sheng; 道生 pinjin Dào shēng; oko 360 – 434) je bio kineski budistički filozof i monah. 
Tao Šeng je povezao taostički pojam nedelanja sa budističkim pojmom delanja, odnosno karme. Druga Tao-šengova teorija jeste da se budinstvo postiže naglim prosvetljenjem.
Njegovi stavovi su značajno uticali na razvoj č'an budizma, а neki smatraju da je Tao-šeng »pravi osnivač zena«.

## Život
Tao Šeng je rođen u Penčengu, u severnom delu današnje pokrajine Kjangsu.
Obrazovao se prvo u budističkom manastiru Lušan, a potom je otišao na sever u Čang'an gde je od 405. do 406. bio učenik znamenitog Kumarađive. Nakon što je Kumarađivi pomagao u prevodima budističkih sutri na kineski oko 408. se povukao natrag u manastir Lušan, u današnjoj pokrajini Kjangsi. Bio je monah širokog znanja, sjajnog uma i rečitosti, za koga se pričalo da kad govori čak i kamenje oko njega odobrava.
Simbol služi izražavanju neke ideje i treba ga odbaciti čim je ideja shvaćena. Reči služe da objasne misao i treba ih ućutkati kad su misli usvojene . .. Samo oni koji su kadri da uhvate ribu, a odbace mrežu, kvalifikovani su da traže istinu.— Tao Šeng
Tokom poznih godina života, poučavao je u Lušanu, koji je bio središte budističke učenosti tog vremena i mesto gde su predavali veliki kaluđeri kao što su Tao-an i Huj-jian. Tao-Seng je izneo mnoge teorije, toliko nove i revolucionarne da su ga konzervativni kaluđeri jednom javno prognali iz Nankinga.
Tao Šeng je bio poznat po tome što tvrdio da i zabluđeni imaju Budinu prirodu, na osnovu kratke verzije Nirvana Sutre. Taj su stav svi tadašnji kineski budisti odbacili, pa je Tao Šeng oko 428/29. izbačen iz budističke zajednice. Međutim, nova, duža verzija Nirvana sutre koju je oko 430. preveo Darmakšema je potvrdila Tao Šengove stavove, pa su ga ponovno počeli uvažavati.
Njegov biograf Hui-čiao piše: »Pošto je njegovo tumačenje o zabluđenima potvrđeno dokazom Svetih tekstova, njegove teorije o naglom prosvetljenju i o tome da dobro delo ne povlači posledicu takođe su počeli veoma da poštuju budisti tog vremena» (Kao-seng Chuan, ili Životopisi istaknutih kaluđera, knjiga 7).

## Literatura
- Ju-Lan, Fung (1977). Istorija kineske filozofije. Beograd: NOLIT.
- Enciklopedija živih religija, Nolit, Beograd. 2004.  978-86-19-02360-3.

## Spoljašnje veze
- NirvanaSutra